# ナポリ楽派
ナポリ楽派（ナポリがくは、イタリア語: Scuola musicale napoletana）は、18世紀にナポリを中心にして、オペラの形式に大きな足跡を残した楽派。

## 概要
18世紀のナポリはナポリ王国の首都として、パリ・ロンドンについでヨーロッパで3番目の大都市であった。シャルル・ド・ブロスは1739年に「ナポリは世界の音楽の首都」であると述べている。ナポリでは1707年にフィオレンティーノ劇場、1724年にパーチェ劇場、1737年にサン・カルロ劇場と歌劇場が次々に建設された。また当時のカストラートのほとんどはナポリで訓練を受けていた。
そのような状況を背景として、フランチェスコ・プロベンツァーレ、ついでアレッサンドロ・スカルラッティらが新しい傾向のオペラ・セリアを作曲した。オペラ・セリアの特徴は理想化された英雄や王たちが主人公で、劇の進行はレチタティーヴォであらわされ、感情表現はダ・カーポ・アリアが用いられる。序曲に関してはアレッサンドロ・スカルラッティが急-緩-急のシンフォニア（イタリア風序曲）を確立した。またナポリの六度と呼ばれる和音を多用するのも特徴である。
続く作曲家にはニコラ・ポルポラ、フランチェスコ・ドゥランテ、レオナルド・ヴィンチ、レオナルド・レーオ、ドイツから来たヨハン・アドルフ・ハッセらがいる。さらにニコロ・ヨンメッリ、トンマーゾ・トラエッタ、ドメニコ・チマローザはレチタティーヴォをより拡張し、番号オペラへとつながっていった。
一方、著名な台本作家としてピエトロ・メタスタージオやアポストロ・ゼーノがあげられる。
ナポリ楽派の影響はイタリアを越え、クリストフ・ヴィリバルト・グルックとヴォルフガング・アマデウス・モーツァルト、ルートヴィヒ・ヴァン・ベートーヴェンにも及んでいる。

## 作曲家

### 先駆者
- フランチェスコ・プロベンツァーレ (1624-1704)
- アレッサンドロ・スカルラッティ (1660-1725)
- フランチェスコ・マンチーニ (1672-1737)

### 前期ナポリ楽派（18世紀前半）
- フランチェスコ・ドゥランテ (1684-1755)
- ニコラ・ポルポラ (1686-1768)
- レオナルド・ヴィンチ (1690-1730)
- フランチェスコ・フェオ (1691-1761)
- レオナルド・レーオ (1694-1744)
- ピエトロ・アウレッタ (1698-1771)
- ジョヴァンニ・バッティスタ・ペルゴレージ (1710-1736)

### 後期ナポリ楽派（18世紀後半）
- ニコロ・ヨンメッリ (1714-1774)
- ニコロ・ピッチンニ (1728-1800)
- ジャン・フランチェスコ・デ・マーヨ (1732-1770)
- ジョヴァンニ・パイジエッロ (1740-1816)
- ドメニコ・チマローザ (1749-1801)